# Mus spicilegus
El ratón de las estepas (Mus spicilegus) es una especie de roedor miomorfo de la familia Muridae. Se cree que no existe ninguna amenaza significativa para la supervivencia de la especie. Su hábitat principal es el campo y otras áreas abiertas en países como Austria, Bosnia, Bulgaria, Croacia, República Checa, Macedonia del Norte, Rumania, Serbia, Montenegro, Eslovaquia, Eslovenia y Ucrania.
Su nombre científico, spicilegus, significa colector de espinas en latín.

## Taxonomía
Mus spicilegus se encuentra distribuido desde Austria hasta el sur de Ucrania y Grecia. Dos subespecies han estado reconocidas, M. s. spicilegus, que se encuentra en la mayor parte de las áreas descritas, y M. s. adriaticus, que se halla en una población aislada de la costa Adriática.
Es una de las tres especies de ratón del subgénero Mus con una distribución Paleártica, siendo los otros el Mus macedonicus (distribuido entre los Balcanes hasta Israel e Irán) y Mus spretus (distribuido por el sur de Francia, península ibérica, islas Baleares, Marruecos y Túnez).
Basado en la hipótesis del reloj molecular, M. spicilegus y M. macedonius parece haber divergido recientemente, hace entre 0.29 y 0.17 millones de años, mientras que los linajes de estas dos especies y M. spretus divergieron hace alrededor de 1 millón de años.

## Descripción
La longitud de la cabeza y el cuerpo es de unos 70-80 mm y la de la cola, 55-65 mm. Presenta un color gris uniforme, aunque algunas poblaciones son de dos colores y presentan un color más pálido en les partes inferiores. La cola es más delgada que en las otras especies relacionadas.
Esta especie de ratón es muy parecida al ratón común, Mus musculus, y puede darse cierta confusión al distinguirlos.

### Genética
M. spicilegus tiene un cariotipo diploide que consta de 40 cromosomas. El cromosoma Y es muy pequeño, un 50 % más pequeño que el autosoma con menos kilobases.
No se han encontrado híbridos de Mus spicilegus con otras especies similares en la naturaleza. Aun así, sí que se han logrado realizar entrecruzamientos en el laboratorio. De hecho, se ha obtenido descendencia fértil a partir del entrecruzamiento de Mus spicilegus y Mus musculus. Por otro lado, se han intentado realizar otros entrecruzamientos con otras especies similares y, pese a haber conseguido obtener descendencia, esta no era fértil.

## Distribución
Es propio de Europa, encontrándose en Albania, Austria, Bosnia y Herzegovina, Bulgaria, Croacia, República Checa, Hungría, Macedonia, Moldavia, Rumania, Serbia, Montenegro, Eslovaquia, Eslovenia y Ucrania.

## Estatus

Distribución de Mus spicilegus i otros animales del género Mus

Según la lista roja de las especies amenazadas de la UICN, se trata de una especie que no está en peligro de extinción, sino que se halla en un riesgo mínimo. Esto es debido al hecho que es una especie común y que, además, vive en un hábitat muy extenso. La única amenaza que podría tener sería debido a un aumento excesivo de la agricultura extensiva. Muchos granjeros consideran esta especie de ratón como una plaga ya que hace que los cultivos sean más difíciles de plantar y de conrear aunque en realidad no sea considerada una plaga por los cultivos.
Aunque no se halla en amenaza, su población tiene tendencia a ir disminuyendo.

## Ecología

### Hábitat
Vive en una gran variedad de hábitats abiertos entre los cuales se incluyen: estepas naturales, pastos, campos de cereales, huertas, bosques abiertos y bosques claros.
Evita los bosques más frondosos y las civilizaciones humanas.

### Montículo
Se alimenta de grano y semillas que guarda durante el invierno en un montículo cubierto de arena que construye debajo de cámaras de nidificación. Estos montículos suelen tener hasta 0,4 m de diámetro aunque lo más común es que tengan entre 100 y 200 cm de diámetro. Cada uno de estos montículos contiene hasta 10 kg de grano.
Estos montículos están construidos por grupos de 4 a 14 ratones, aunque normalmente colaboran entre 5 y 6.
Es típico que haya hasta 20 montículos por hectárea, aunque en algunas condiciones favorables se pueden encontrar muchos más.
Durante el verano, estos animales suelen vivir fuera de los montículos, aunque algunos pueden quedarse dentro. En caso de que los montículos se mantengan intactos, podrían utilizarse el invierno siguiente. En caso contrario, los construyen entre finales de agosto y mediados de noviembre. El montículo es el cobijo de las crías de Mus spicilegus durante el invierno pero conviven también con adultos.
Se han encontrado almacenes de semillas de hasta 84 especies diferentes dentro de los montículos.
Aún no se conoce la función exacta de los montículos que crea Mus spicilegus. Las funciones principales que se han teorizado sonː 
- La teoría más obvia es que sirve como una reserva de alimento durante el invierno. aunque no se ha no ha visto una disminución de la medida de los montículos a lo largo del invierno. Además no se sabe si estos montículos comunican con las cambras que se encuentran debajo.
- Los montículos sirven para mantener a los ratones calientes y secos durante el invierno. También se ha teorizado que una descomposición de los alimentos presentes en los montículos generaría calor.
- servirían como protección contra los depredadores.

Mus spicilegus es la única especie del género mus que construye estos montículos, y es un elemento que lo hace único.

### Cría
La reproducción de Mus spicilegus es estacional i tiene lugar entre marzo y octubre. Las hembras jóvenes, de entre 6 y 8 meses, que han pasado el invierno en el montículo, se reproducen durante la primavera y pueden tener de 4 a 5 embarazos al año. De hecho, en cada embarazo pueden tener de 4 a 11 crias.
Al contrario que muchos otros mamíferos, Mus spicilegus no cría en comunidad. En el caso de Mus musculus, las hembras tienden a cuidar a sus crías en comunidad mientras que en el caso de las hembras del ratón de las estepas suelen ser bastante agresivas entre ellas y en los casos en los que se ven forzadas a compartir pareja tienden a tener menor descendencia. Mus spicilegus es monógamo.
Es la especie de ratón que tiene unos testículos más grandes en comparación con su masa muscular: una medida mayor en los testículos indica competición entre los machos para conseguir una hembra.

## Historia
Supuestamente, la primera vez que se describió esta especie fue gracias a Nordam en 1840 y lo nombró Mus hortelanus. En el momento de la descripción, no se mencionaron los montículos, típicos de esta especie. Estudios posteriores afirman que esta especie era en realidad Mus musculus.
En 1882 Petényi lo describió por primera vez la especie con el nombre Mus spicilegus. El animal original se conserva aún en buen estado en el Museo de Historia Nacional húngaro, en Budapest. En 1993 se confirma realmente que esta especie es el ratón de las estepas.

## Genoma
El genoma del ratón de las estepas ha sido secuenciado durante el año 2018 a partir de ensamblaje de novo. 
Este proceso será de vital importancia ya que no se conocen muchos genomas bien secuenciados de especies cercanas a Mus musculus, que es uno de los animales de referencia. El hecho de tener este genoma secuenciado, permitirá entender bien las relaciones filogenéticas que se encuentran dentro de la familia "Mus" ya que aunque el ratón constructor de montículos se parezca mucho al ratón común tiene unos hábitos sociales muy diferentes.